# Доливо-Добровольский-Евдокимов, Виктор Яковлевич
Граф Виктор Яковлевич Доливо-Добровольский-Евдокимов (4 [16] марта 1825, Московская губерния, Российская империя — 21 ноября [3 декабря] 1869, Владикавказ, Терская область, Российская империя) — российский военный деятель; генерал-майор Русской императорской армии.

## Биография
Виктор Яковлевич Доливо-Добровольский родился 4 марта 1825 года; происходил из дворян Московской губернии. Воспитывался в Артиллерийском училище, куда поступил 11 августа 1842 года. 
По окончании курса, 10 августа 1845 года, был произведён в прапорщики с оставлением при училище, во время пребывания в котором за успехи в науках 17 июля 1846 года был произведён в подпоручики. По окончании дополнительного курса Артиллерийского училища, 12 июня 1847 года, он поступил на службу в горную № 5 батарею 21-й артиллерийской бригады и 17 июля 1848 года произведён в поручики. 
В 1848 и 1849 годах Доливо-Добровольский находился в Дагестанском отряде под начальством генерал-адъютанта князя Аргутинского-Долгорукова и за отличие против горцев в деле 22 сентября 1848 года при селении Мексенджи был в 1849 году награждён орденом Святой Анны 4-й степени с надписью «за храбрость». 
В 1850 году он находился в Лезгинском отряде и за отличие в деле против горцев при взятии селения Колоб 7 июня произведён в штабс-капитаны. В 1851 году он участвовал в непрерывных боях на правом фланге Кавказской линии. За отличие при набеге 19 сентября на pеку Пшеху был в 1852 году пожалован орденом Святой Анны 3-й степени с бантом. 
В ходе Крымской войны за проявленную 19 ноября 1853 года отвагу в бою на высотах Баш-Кадык-Лара Виктор Яковлевич Доливо-Добровольский был в 1854 году награждён орденом Святого Владимира 4-й степени с бантом. В 1854 году находился в действующем корпусе и за отличие в сражении с турками 24 июля при селении Кюрук-Дара был произведён в капитаны. 
С 23 июня 1854 года Доливо-Добровольский находился в войсках Крымской армии, охранявших южные части Севастополя, и за отличие 4 августа в сражении на pеке Чёрной был в 1856 году награждён орденом Святого Станислава 2-й степени с мечами. После оставления Севастополя вернулся на Кавказ и 17 сентября 1855 года участвовал в осаде Карса, за отличие был 12 октября произведён в подполковники.
27 февраля 1857 года он был назначен командиром батарейной № 2-го батареи 13-й артиллерийской бригады, а 30 октября 1857 года — лёгкой № 6-го батареи 20-й артиллерийской бригады. 
Произведённый 24 мая 1858 года за отличие против горцев в полковники, Виктор Яковлевич Доливо-Добровольский 27 ноября 1860 года назначен был начальником штаба войск Дагестанской области, с зачислением по полевой пешей артиллерии. За отличия при покорении восточного Кавказа он 17 января 1861 года получил золотую саблю с надписью «за храбрость», а в апреле 1862 года за боевые подвиги награждён орденом Святого Владимира 3-й степени с мечами. Также в 1861 году получил орден Святой Анны 2-й степени и императорскую корону к этому ордену.
По высочайшему указу, данному Правительствующему Сенату 16 июня 1862 года, ему было дозволено именоваться, вместе с женою (племянница генерал-адъютанта графа Николая Ивановича Евдокимова) и потомством, графами Доливо-Добровольскими-Евдокимовыми.  
С 11 июня по 5 июля 1863 года он находился с войсками в Закатальском округе по случаю вспыхнувшего там восстания. 22 августа 1864 года был произведён в генерал-майоры (старшинство отдано с 30 августа 1865 года). 
В январе 1865 года граф Доливо-Добровольский-Евдокимов был назначен состоять при Кавказской армии, а 6 августа того же года назначен помощником начальника 20 пехотной дивизии и в этой должности служил до самой смерти. В 1867 году пожалован орденом Святого Станислава 1-й степени.
Граф Виктор Яковлевич Доливо-Добровольский-Евдокимов умер 21 ноября 1869 года в городе Владикавказе.
Его сын Виктор также избрал военную карьеру и дослужился до генерала от артиллерии РИА. Также у него была дочь Александра, которая в 1880 году успешно окончила Смольный институт благородных девиц.